# Bhili
Le bhili est une langue parlée en Inde par les tribus aborigènes Bhîl. Elle s’écrit avec l’alphasyllabaire devanagari.